# 视束

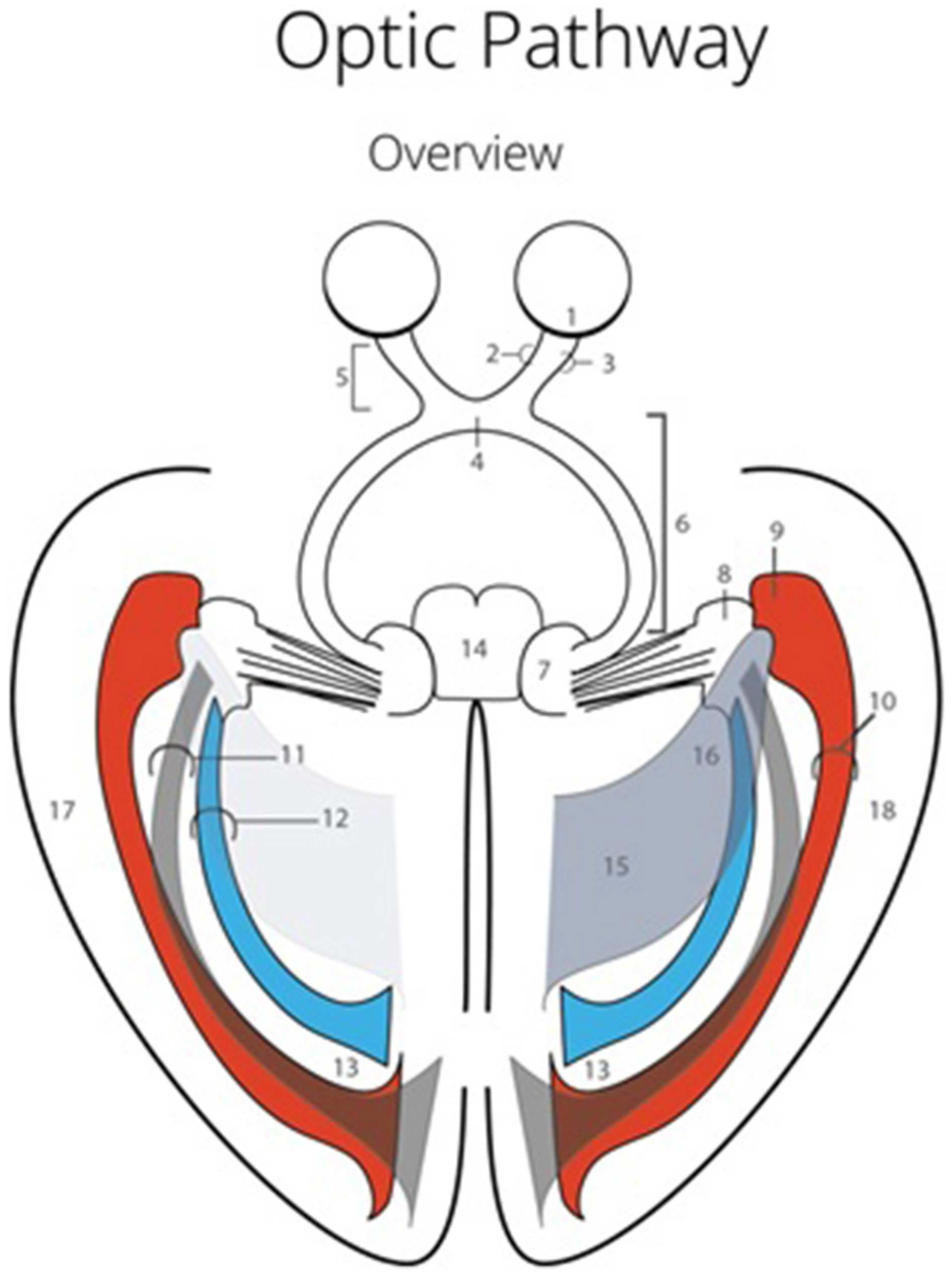
视觉系统示意图，标号6即为视束

视束（optic tract）是大脑中视觉系统的一个组成部分，特指视交叉与外侧膝状体（LGN）之间的一段神经束，其可传递视觉信息至外侧膝状体、顶盖前区和上丘。
它是视神经的延续，通过视交叉与视神经相接，并通向外侧膝状体。每一侧视束包括来自同侧视网膜颞侧半的不交叉纤维，称为外侧根；和对侧视网膜鼻侧半的交叉纤维，称为内侧根。亦即：右侧视束由来自右眼颞侧的神经纤维和左眼鼻侧的神经纤维组成；反过来，左侧视束由来自左眼颞侧的神经纤维和右眼鼻侧的神经纤维组成。
视束上的损伤可导致偏盲（hemianopsia）。